# Geréb Attila (lelkész)
Geréb Attila (Kibéd, 1935. december 26. – Székelyudvarhely, 2015. március 6.) erdélyi magyar református lelkipásztor és szociográfus.

## Életútja
A marosvásárhelyi Bolyai Farkas Líceumban érettségizett (1954), a Kolozsvári Protestáns Teológiai Intézetben lelkészi oklevelet szerzett (1958). Lelkészi pályáját Fickón kezdte (1958–1960), munkaszolgálatos katona (1960–61),  1961-től Hodgyában, 1985-től Székelyudvarhelyen lelkipásztorként működött, e mellett 1994-től a  székelyudvarhelyi református kollégium egyházigazgatói teendőit is ő látta el.
Első írását az Előre közölte, riportjai, karcolatai itt s A Hét, Ifjúmunkás hasábjain jelentek meg. Hodgyáról szóló demográfiai tanulmányaival tűnt fel: két évszázadra visszamenőleg feldolgozta a faluban szokásos keresztnévadást (Korunk, 1969/4), a be- és kiköltözéseket (Korunk, 1969/10) s a családok helyzetét (a Változó valóság című szociográfiai tanulmánykötetben, 1978).

## Díjak, elismerések
- Székelyudvarhely díszpolgára (2001)[2]